# Packard Caribbean
Packard Caribbean — представительский автомобиль, выпускавшийся компанией Packard в Детройте, штат Мичиган, с 1953 по 1956 годы. Автомобиль выпускался в кузове кабриолета с 1953 по 1955 год, и только в последний, 1956 год, выпускался как хардтоп.

## 1953

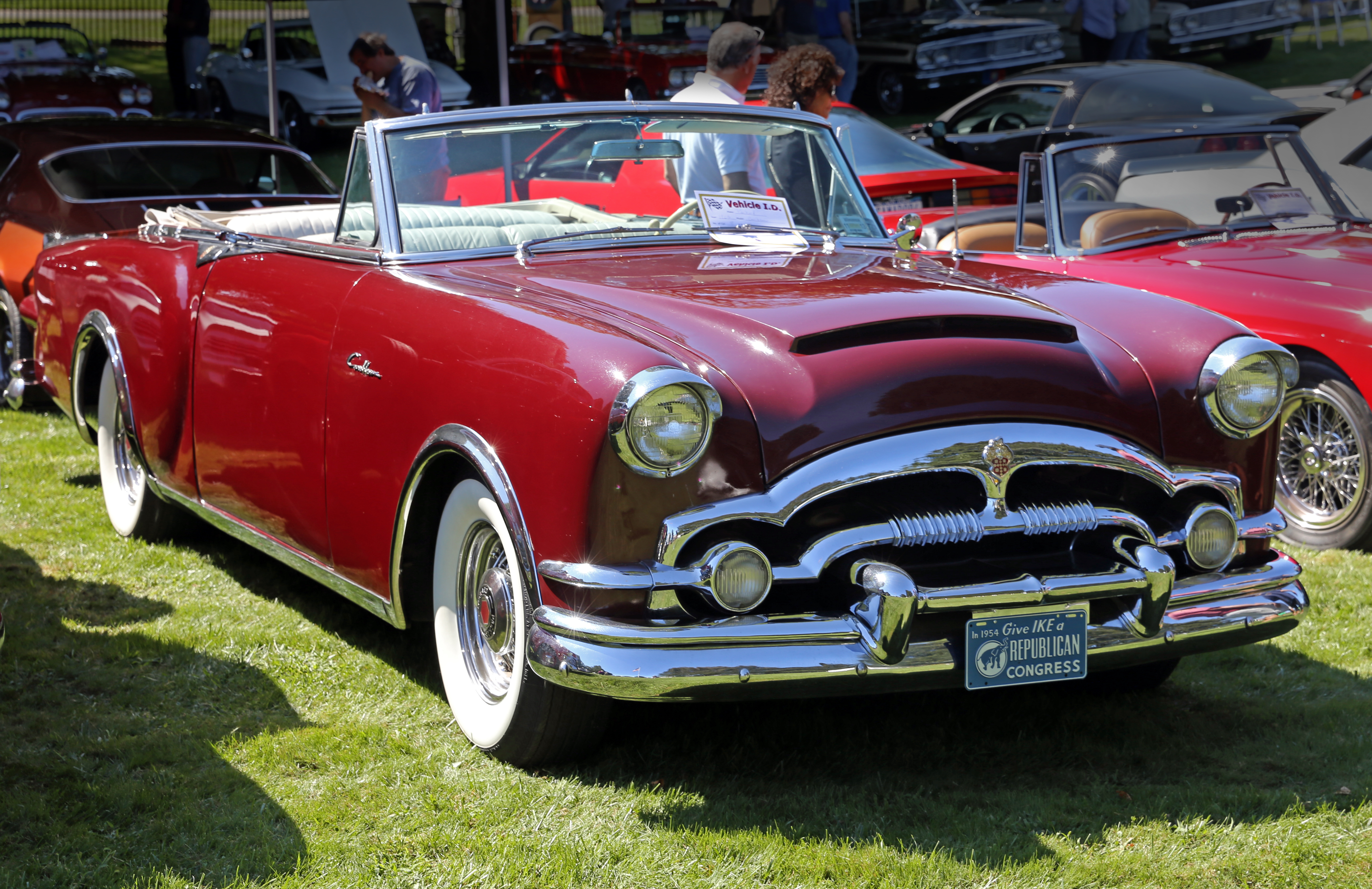
Кабриолет Packard Caribbean, 1953

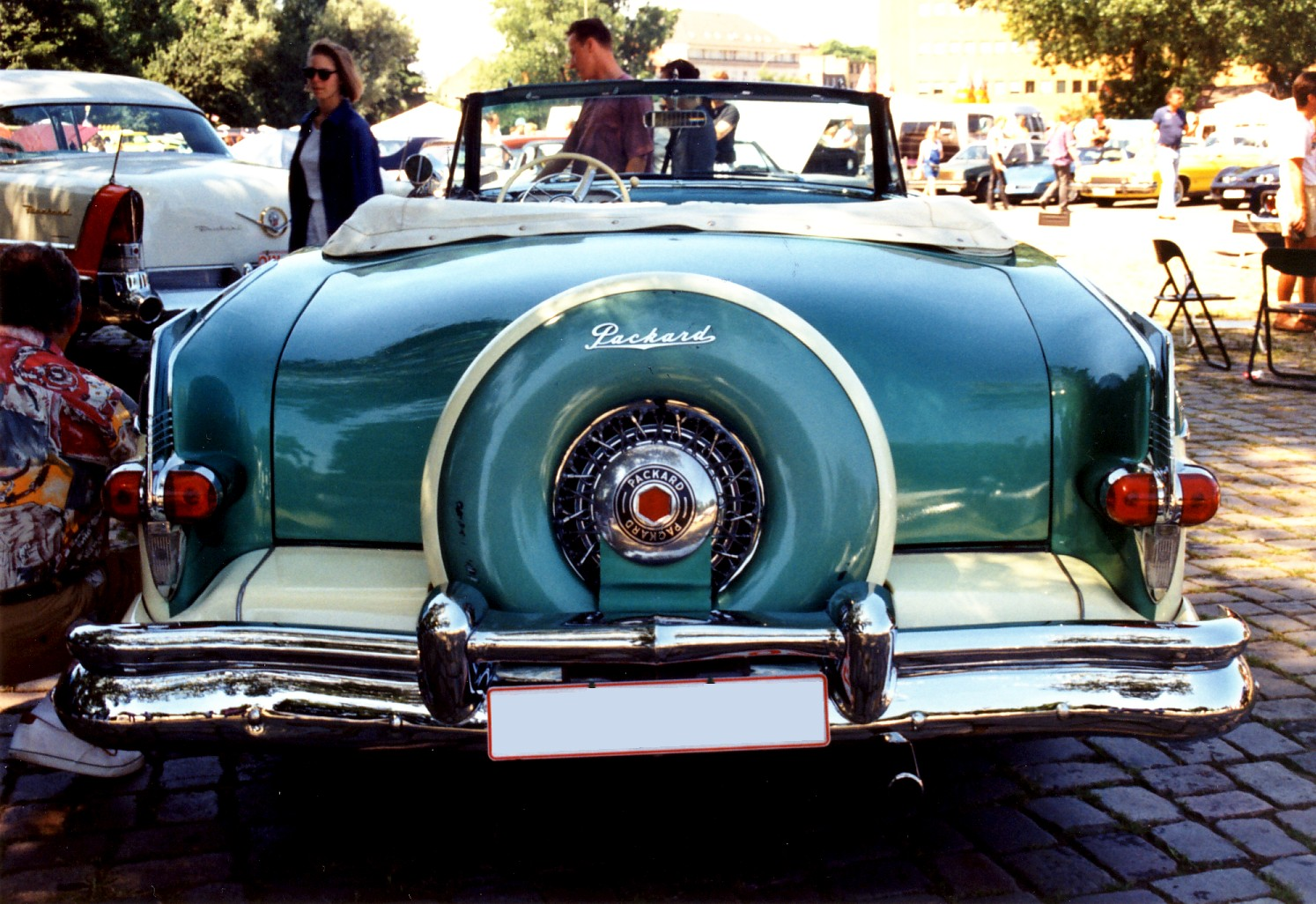
Заднее колесо на Packard Caribbean, 1953—1954

Карибиан 1953 года легко идентифицировался как автомобиль Packard благодаря заднему колесу и боковой линии, ограниченной снизу хромированной полосой, простиравшейся по всей длине автомобиля. Доступные для покупателя цвета автомобиля включали Polaris Blue, Gulf Green Metallic, Maroon Metallic и Sahara Sand. Тем не менее, несколько моделей имели элементы из слоновой кости и черный цвет кузова.
Салон Карибиана обивался кожей. Большинство автомобилей оснащались электрическими стеклоподъёмниками.
В общей сложности 750 единиц было выпущено в первый модельный год, и в современности эти автомобили высоко ценятся в качестве коллекционных автомобилей. Стоимость восстановленных автомобилей нередко входит в шестизначный диапазон в долларах США.

## 1954
Начиная с 1954 года, Карибиан вошел в представительский класс автомобилей Packard. Он по-прежнему имеет свои уникальные особенности стиля, однако часть задних колес была закрыта, использование хрома было ограничено, и появилась двухцветная окраска кузова, появились регулируемые сиденья. Рядный восьмицилиндровый двигатель объёмом 5880 см³ устанавливался на эти модели. В общей сложности всего 400 единиц было выпущено в этом модельном году, что сделало Карибиан 1954 года самым редким.

## 1955

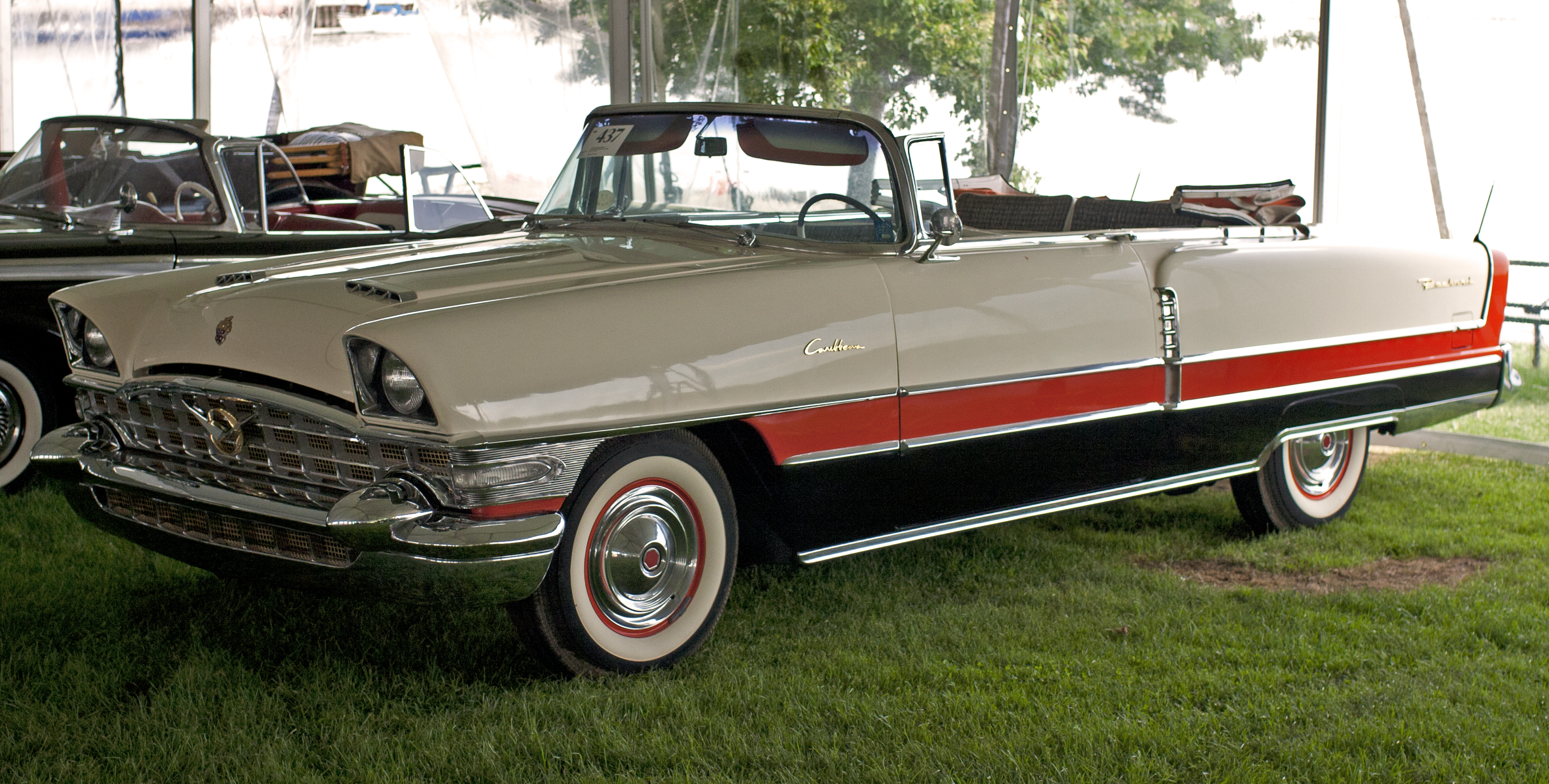
Кабриолет Packard Caribbean, 1956

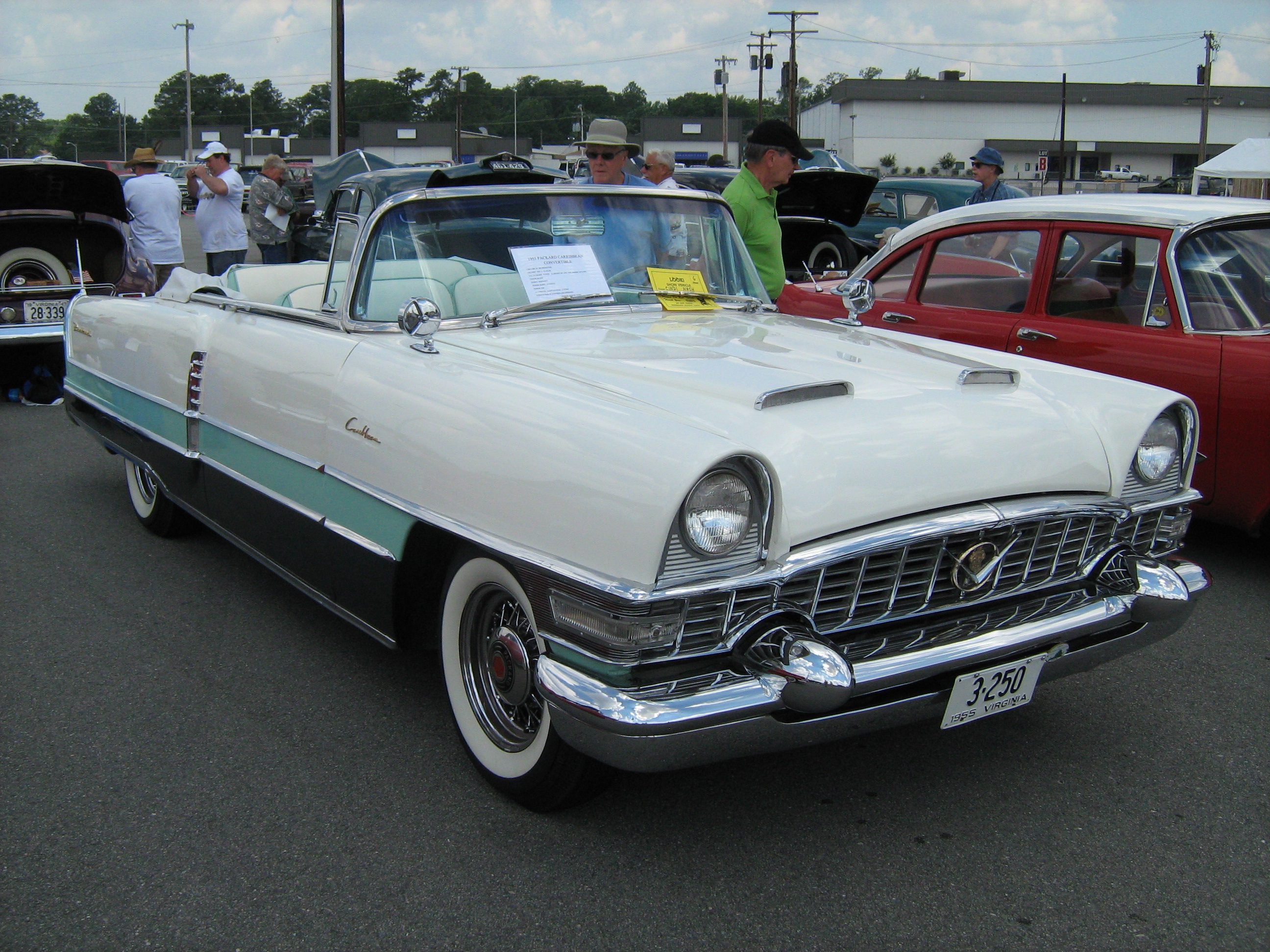
Кабриолет Packard Caribbean, 1955

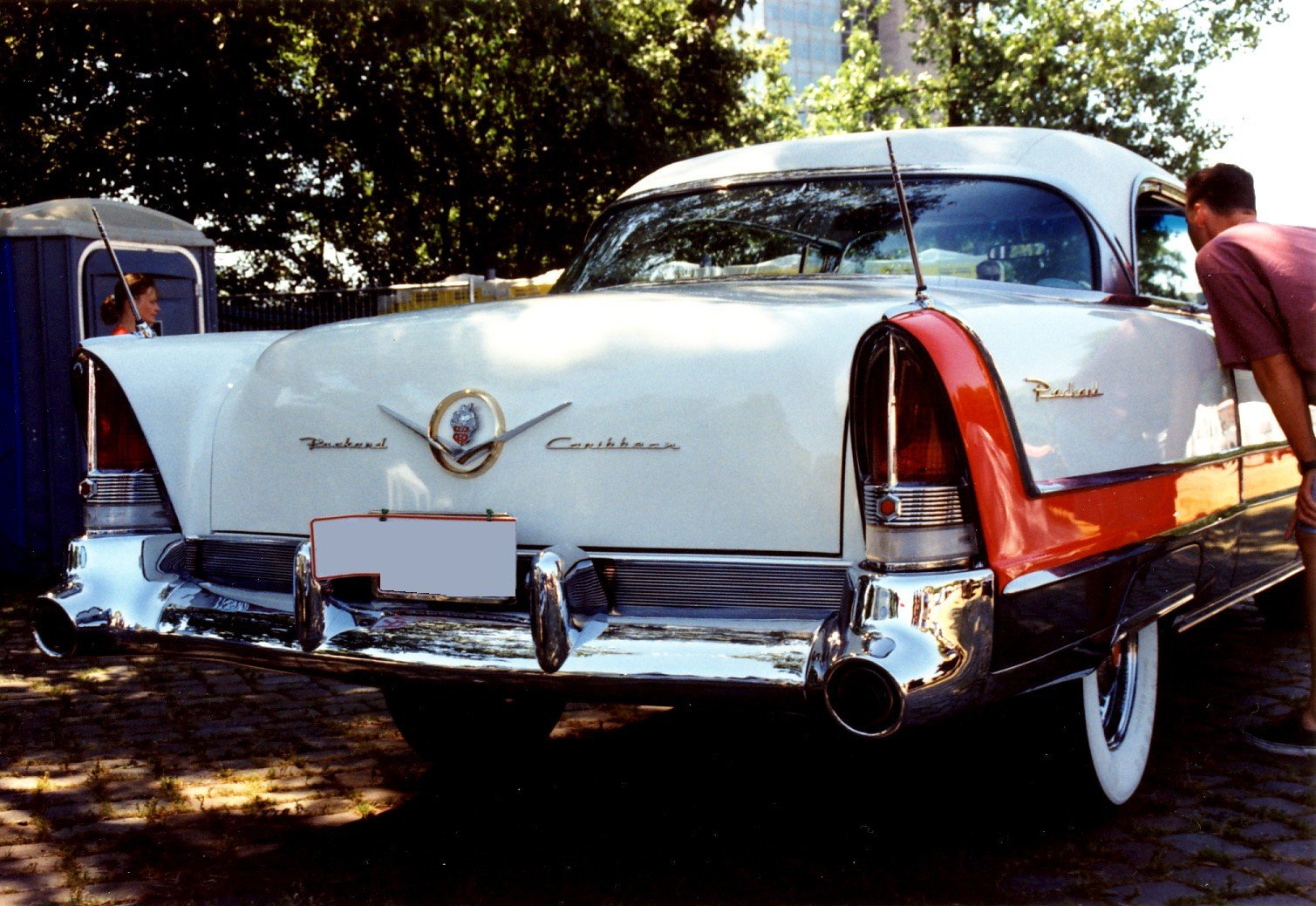
Хардтоп Packard Caribbean, 1956

На модель 1955 года стали устанавливаться двигатели V8, автомобиль был доступен в двух- или трёхцветной окраске кузова. Дизайнерам удалось обновить старый Packard до современного стильного дизайна. Автомобиль получил торсионную подвеску. 500 единиц было выпущено в 1955 модельном году.

## 1956
В 1956 году, Карибиан прервал свою собственную представительскую серию, и приобрел кузов хардтоп. Отличия между моделями 1955 и 1956 годов были незначительными. Изменилась решетка радиатора, задние фонари и передние фары. Общий объем производства 1956 модельного года составил 263 хардтопа и 276 кабриолетов. Выпуск модели на этом был окончен, с окончанием производства Packard в Детройте.